# 燈芯

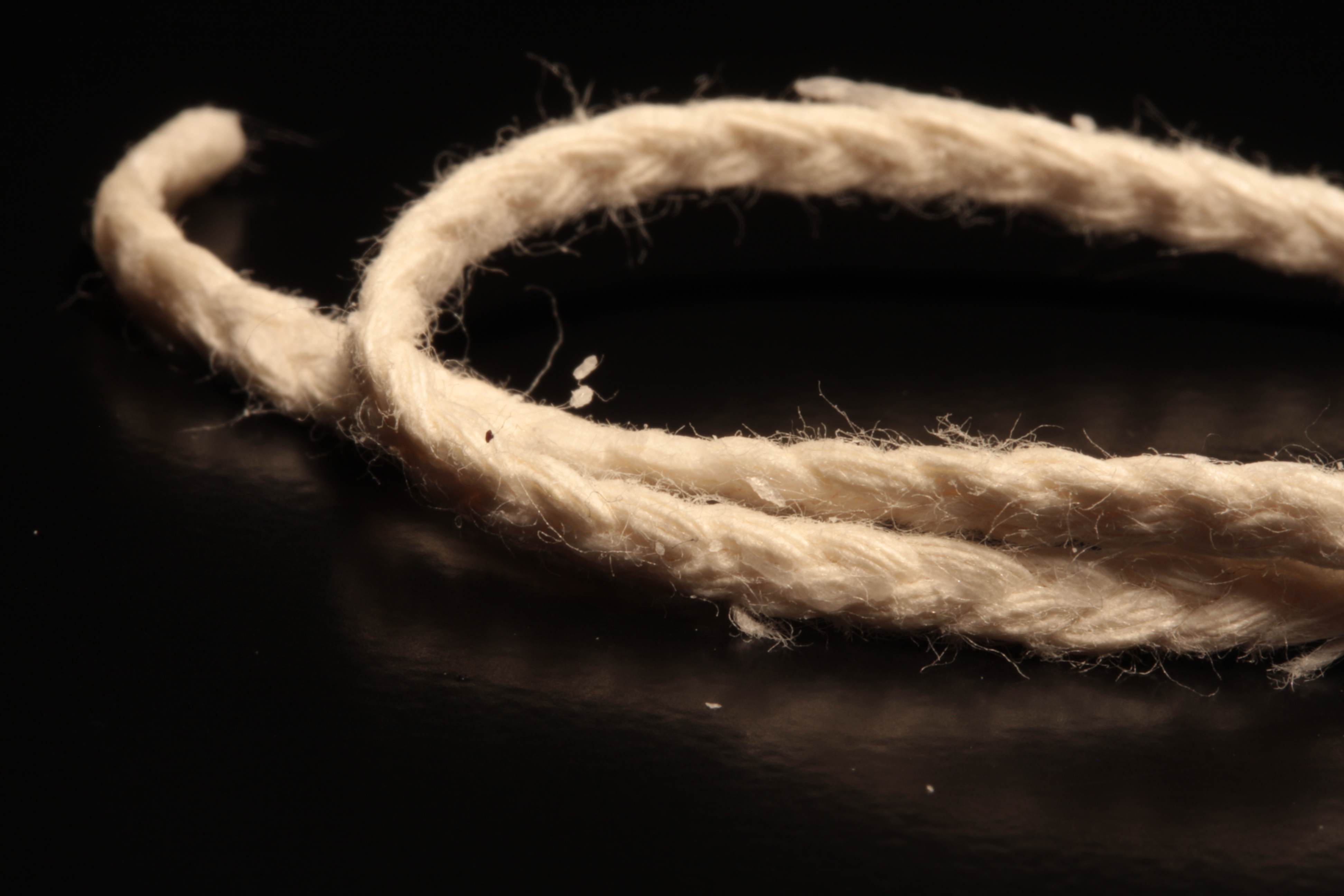
一根蜡烛芯

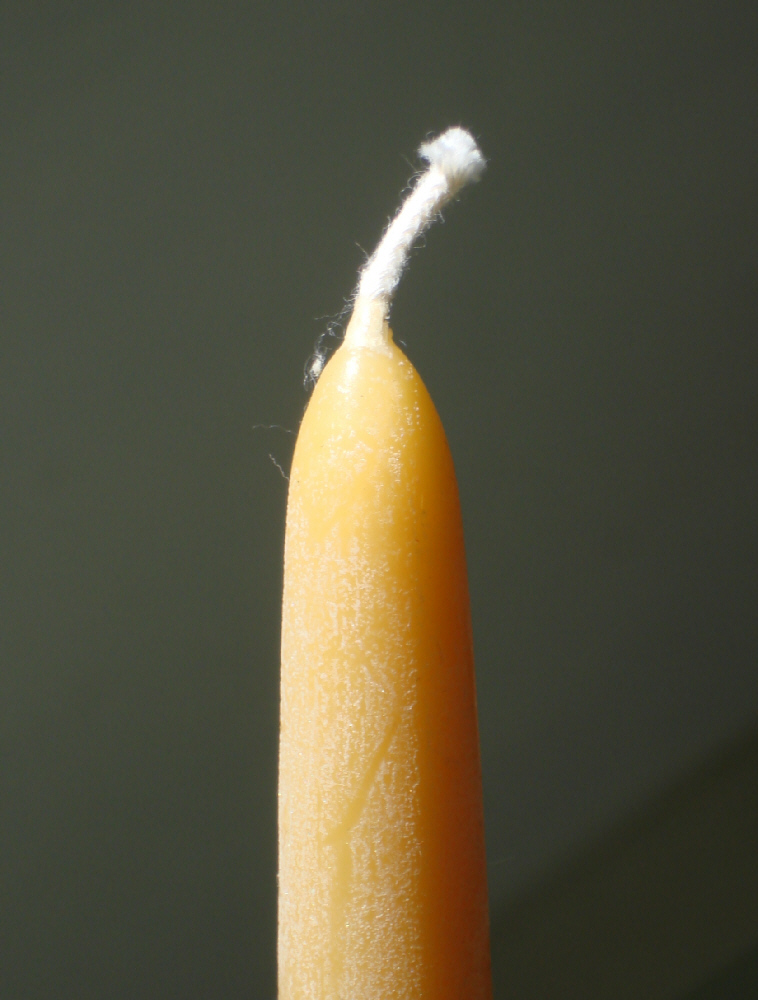
蜡烛灯芯

灯芯（lampwick）或烛心（candlewick），通常是一种编织棉布，用来点燃油灯或蜡烛的火焰。燈芯通过毛细作用，将燃料输送到火焰中。当液体燃料（通常是熔化的蜡）到达火焰时，它会蒸发并燃烧。蜡烛芯会影响蜡烛的燃烧方式。灯芯的重要特性包括直径、刚度、耐火性和系绳。

## 灯芯类型
蜡烛芯通常由编织棉制成。灯芯有时会被编成扁平的，因此当它们燃烧时，它们也会卷曲回到火焰中，从而使它们自我消耗。在引入这些灯芯之前，使用专用剪刀修剪多余的灯芯而不熄灭火焰。
大直径灯芯通常会导致更大的火焰、更大的熔化蜡池和更快的蜡烛燃烧。
在茶灯中，灯芯被拴在一块金属上，以防止它漂浮到熔融蜡的顶部并在蜡之前燃烧。设计成漂浮在水中的蜡烛不仅需要一根绳子系在灯芯上，还需要在蜡烛底部密封，以防止灯芯吸水并熄灭火焰。
在一些生日蜡烛中，灯芯非常短。这限制了蜡烛可以燃烧的时间。
日本和蜡烛使用由和纸和灯心草髓组成的空心灯芯。
灯芯可以由绳子或绳索以外的材料制成，例如木头，尽管很少见。卫生棉条的棉布可用作野外生存环境中油灯的灯芯。

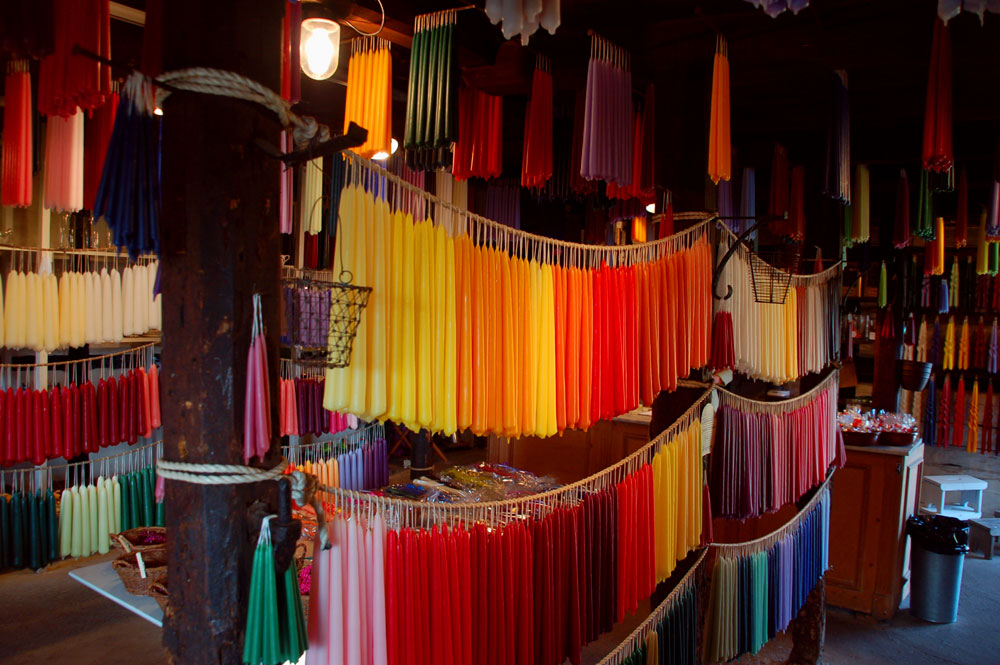
售卖蜡烛的商店，以灯芯挂起

## 加强
细线（如铜）可以包含在灯芯中。这提供了两个优点：它使灯芯更加坚硬，使其远离液体蜡，并且向下传导热量，更容易熔化蜡。后者在由较硬的蜡制成的蜡烛中尤为重要。
加强筋曾经是由铅制成的，但由于担心铅中毒，在美国已被消费品安全委员会禁止使用数年之久。也可以使用其他加强芯，例如纸和合成纤维。2001年2月20日，公共公民、全国公寓协会和全国多住房委员会请美国消费品安全委员会禁止含有铅芯的蜡烛芯和带有这种芯的蜡烛。禁止在美国制造、进口或销售含铅芯的蜡烛铅芯于2003年10月生效。

## 预处理
几乎所有灯芯都在称为媒染的过程中用各种阻燃溶液处理。如果不进行媒染，灯芯将被火焰摧毁，熔化的蜡流向火焰的流动将停止。除此之外，灯芯可以用物质处理以改善火焰的颜色和亮度，提供更好的刚性以使灯芯远离熔化的蜡，并改善蜡在灯芯上的流动。常见的处理方法是硼砂和食盐，它们溶解在浸泡灯芯的水中。